# Sheila Faith
Sheila Faith, née le 3 juin 1928 à Newcastle upon Tyne et morte le 28 septembre 2014 dans la même ville, est une femme politique britannique.
Membre du Parti conservateur, elle siège à la Chambre des communes du Royaume-Uni de 1979 à 1983 et au Parlement européen de 1984 à 1989.